# دالمون
دالمون هي بلدة في مقاطعة جاندار في ولاية بخارى في أوزبكستان.